# Arkadiusz Radomski
Arkadiusz ("Arek") Radomski (Gniezno, 27 juni 1977) is een Pools voormalig betaald voetballer die als middenvelder speelde.

## Clubcarrière
In Polen speelde de middenvelder voor amateurclub Mieszko Gniezno en het tweede team van Lech Poznan. Een Poolse schooldirecteur had hem getipt om in Nederland te spelen waardoor eerste divisionist BV Veendam hem op 16-jarige leeftijd uitnodigde voor een stage. Na drie seizoenen voor deze cultclub uit te zijn gekomen stapte hij over naar Eredivisionist sc Heerenveen.
Vanaf het seizoen 2005/06 speelde hij voor Austria Wien. In 2006 behaalde Radomski met Austria de dubbel: Oostenrijks kampioen en bekerwinnaar. In het seizoen 2008-2009 trok hij opnieuw naar Nederland, nu naar N.E.C.. Op 12 mei 2010 werd bekend dat deze Nijmeegse club het aflopende contract met Radomski niet zou verlengen. Hij keerde terug naar Polen om te gaan spelen bij Cracovia Kraków. Na de degradatie in 2012 liet hij zijn contract ontbinden. Toen hij geen nieuwe club meer vond, beëindigde hij in maart 2013 zijn spelersloopbaan.

## Interlandcarrière
Radomski maakte zijn debuut in het Pools voetbalelftal op 12 februari 2003 tegen Kroatië. Hij maakte deel uit van de Poolse selectie voor het WK voetbal 2006, waar hij driemaal aan spelen toekwam.

## Statistieken

### Carrière
| seizoen    | club            | land       | competitie     | wed. | goals |
| ---------- | --------------- | ---------- | -------------- | ---- | ----- |
| 1993-1994  | Mieszko Gniezno | Polen      |                |      |       |
| 1993-1994  | Lech Poznań     | Polen      | Ekstraklasa    | 2    | 0     |
| 1994-1995  | BV Veendam      | Nederland  | Eerste divisie | 29   | 2     |
| 1995-1996  | BV Veendam      | Nederland  | Eerste divisie | 34   | 5     |
| 1996-1997  | BV Veendam      | Nederland  | Eerste divisie | 28   | 7     |
| 1997-1998  | sc Heerenveen   | Nederland  | Eredivisie     | 22   | 0     |
| 1998-1999  | sc Heerenveen   | Nederland  | Eredivisie     | 26   | 0     |
| 1999-2000  | sc Heerenveen   | Nederland  | Eredivisie     | 27   | 2     |
| 2000-2001  | sc Heerenveen   | Nederland  | Eredivisie     | 25   | 2     |
| 2001-2002  | sc Heerenveen   | Nederland  | Eredivisie     | 30   | 1     |
| 2002-2003  | sc Heerenveen   | Nederland  | Eredivisie     | 31   | 0     |
| 2003-2004  | sc Heerenveen   | Nederland  | Eredivisie     | 28   | 0     |
| 2004-2005  | sc Heerenveen   | Nederland  | Eredivisie     | 27   | 0     |
| 2005-2006  | Austria Wien    | Oostenrijk | Bundesliga     | 25   | 0     |
| 2006-2007  | Austria Wien    | Oostenrijk | Bundesliga     | 15   | 0     |
| 2007-2008  | Austria Wien    | Oostenrijk | Bundesliga     | 6    | 0     |
| 2008-2009  | N.E.C.          | Nederland  | Eredivisie     | 11   | 1     |
| 2009-2010  | N.E.C.          | Nederland  | Eredivisie     | 30   | 1     |
| 2010-2011  | Cracovia Kraków | Polen      | Ekstraklase    | 23   | 0     |
| 2011-2012  | Cracovia Kraków | Polen      | Ekstraklase    | 22   | 0     |
| Bijgewerkt | 18-03-2013      |            |                |      |       |

### Erelijst
- Oostenrijks landskampioen: 2006
- Oostenrijks bekerwinnaar (ÖFB Pokal): 2006
- Europees kampioen U-16: 1993

### Interlands
| WK-statistieken       | Club         | Positie      | W |   |   | D | A |   |   |   |
| --------------------- | ------------ | ------------ | - | - | - | - | - | - | - | - |
| WK voetbal 2006 Polen | Austria Wien | Middenvelder | 3 | 0 | 1 | 0 | 0 | 1 | 0 | 0 |